# Râul Rusca Mare
Râul Rusca este un curs de apă din județul Galați, unul din cele două brașe care formează râul Rusca.